# Henri de Kergariou
Pour les autres membres de la famille, voir Famille de Kergariou.
Henri de Kergariou est un homme politique français né le 26 décembre 1807 à Bringolo (Côtes-du-Nord, actuellement Côtes-d'Armor) et décédé le 9 octobre 1878 à Versailles.

## Biographie
Né au château de la Grandville en Bringolo, il est un fils de Joseph François René de Kergariou, préfet, pair de France et député entre 1820 et 1827.
Entré dans la diplomatie en 1829, il démissionne en juillet 1830 par hostilité à la monarchie de Juillet (il est légitimiste) et se consacre à l'exploitation de ses domaines. Maire de La Gouesnière, il est élu représentant d'Ille-et-Vilaine en 1871, et siège sur les bancs monarchistes. Il est inscrit à la réunion des Réservoirs. Il est sénateur d'Ille-et-Vilaine de 1876 à 1878.

## Sources
- « Henri de Kergariou », dans Adolphe Robert et Gaston Cougny, Dictionnaire des parlementaires français, Edgar Bourloton, 1889-1891 [détail de l’édition]